# Kisjakabfalva
Kisjakabfalva là một thị trấn thuộc hạt Baranya, Hungary. Thị trấn này có diện tích 6,62 km², dân số năm 2010 là 119 người, mật độ 18 người/km².